# Cuauhtémoc
Pour les articles homonymes, voir Cuauhtémoc (homonymie).
Cuauhtémoc (vers 1497 - Acalán 1525) est le dernier tlatoani mexica et constitue l'un des mythes de la conception indigéniste de la nation mexicaine. Son nom signifie littéralement « aigle descendant », du nahuatl cuāuhtli (aigle) et temōc (descente). Par extension, ce nom peut être interprété comme la métaphore de « Celui qui fond tel un aigle (sur l'ennemi) », ou de « Soleil couchant », car l'aigle symbolise le soleil dans la culture mexica.
Cuauhtémoc est aussi appelé Cuāuhtemōctzin, « tzin » étant une marque de noblesse en nahuatl, l’équivalent du « Don » espagnol. Le nom de Cuauhtémoc a plusieurs transcriptions différentes dans les chroniques des conquistadors : Guamatzin, Guatemuz, Guatimuza, Guatimozin… Il est l'un des nombreux héros nationaux mexicains mais aussi un prénom assez courant parmi les Mexicains.

## Famille
Cuauhtémoc est le fils d'Ahuitzotl et le cousin de Moctezuma II. Il prit pour épouse Tecuichpoch, la fille de Moctezuma et de Teotlacho.
Il devient le chef de la triple alliance de Mexico-Tenochtitlan-Texcoco-Tlacopan en 1520 à la mort de Cuitlahuac, qui avait succédé à Moctezuma.

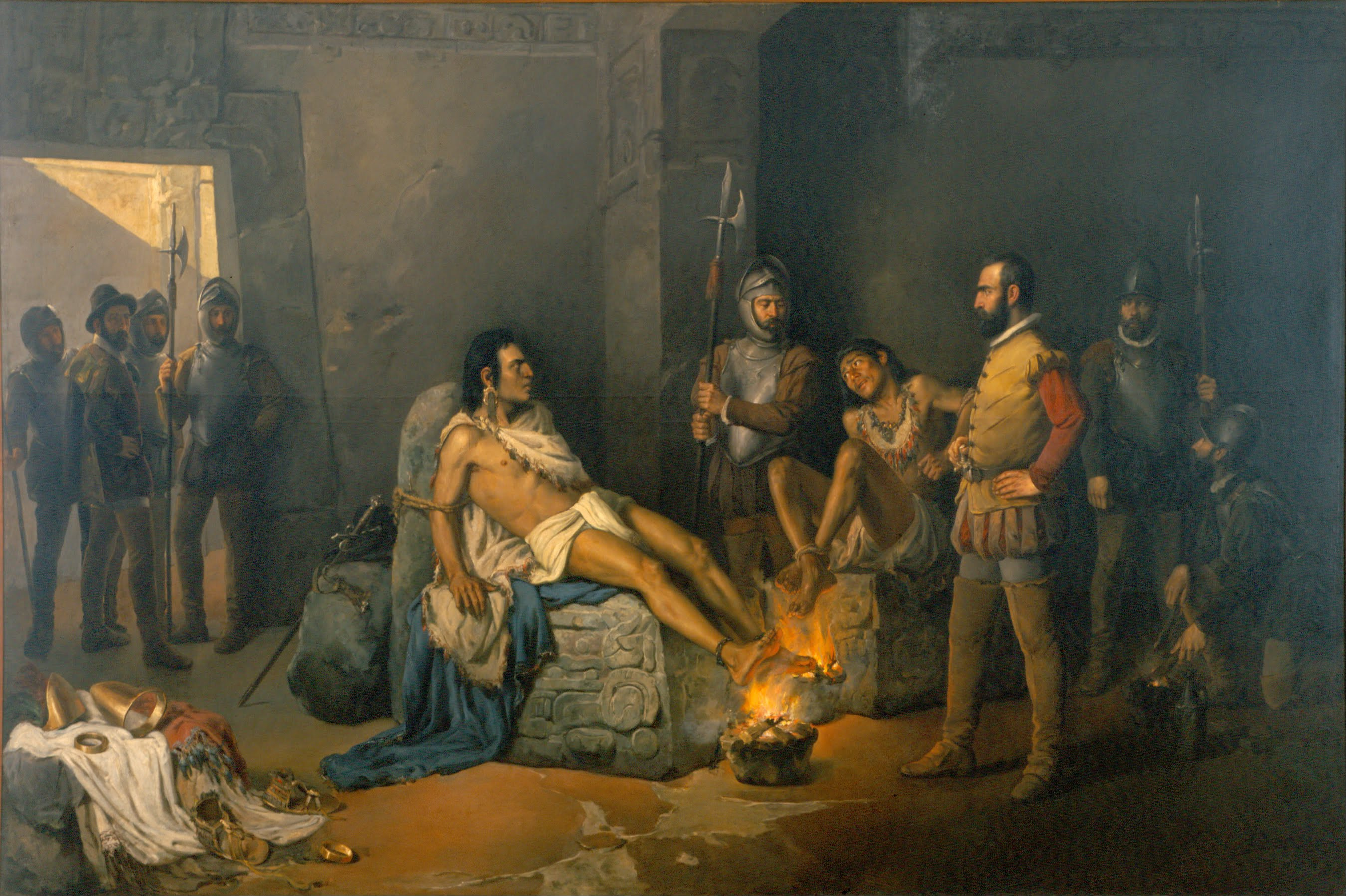
La Torture de Cuauhtémoc, tableau de Leandro Izaguirre.

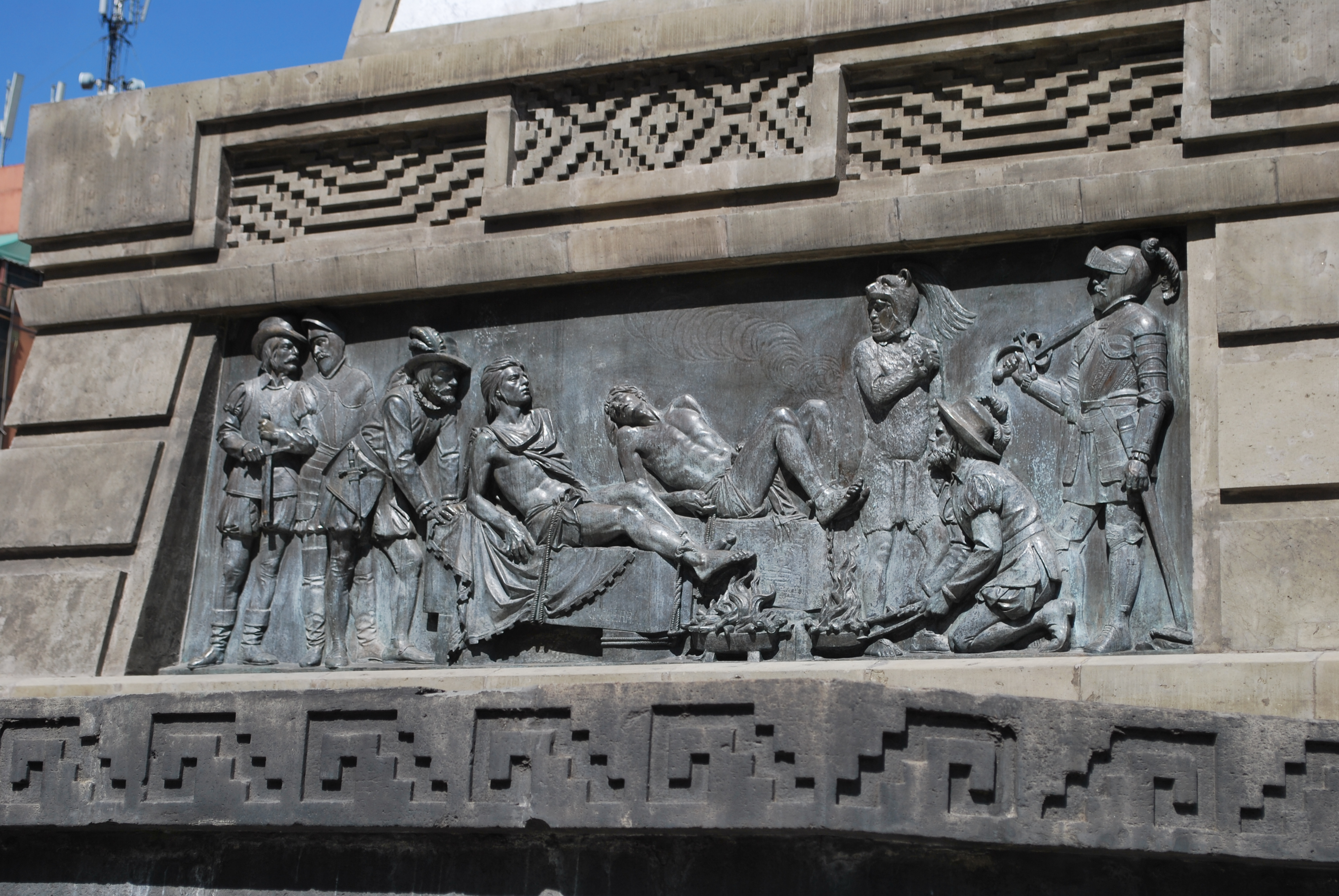
Monument à Cuauhtémoc (1887) sur le Paseo de la Reforma à Mexico.

## Siège de Mexico-Tenochtitlan
Cuauhtémoc se lance dans la guerre après que Pedro de Alvarado eut fait massacrer, dans le Templo Mayor, la noblesse mexica. Il se prépare au siège de la capitale en coupant les ponts et en réunissant des vivres. Le siège espagnol durera soixante-quinze jours, du 30 mai au 13 août 1521.
Cuauhtémoc garde le contrôle de la ville jusqu’en août 1521, où une nouvelle offensive des Espagnols et de leurs alliés indigènes l'oblige à s'enfuir avec sa famille et ses amis. Alors qu'il tentait de quitter la ville en canoë par le lac Texcoco, il est capturé par le capitaine d'un des brigantins espagnols, García de Holguín. Amené devant Cortés, il aurait dit à celui-ci : « Seigneur Malinche, j'ai fait ce que je devais pour la défense de ma ville et de mes sujets ; faire davantage m'est impossible, et puisqu'enfin la force m'amène prisonnier devant toi, prends ce poignard que tu portes à ta ceinture et frappe-moi mortellement. »

## Dernières années
Après sa capture, il fut torturé par les Espagnols avec Tetlepanquetzal (tlatoani de Tlacopán) et Tlacotzin (« cihuacóatl ») car les conquistadors voulaient savoir où les Aztèques avaient caché leurs trésors. Alors que les pieds des deux hommes avaient été trempés dans de l'huile à laquelle on avait mis le feu, Cuauhtémoc aurait refusé de répondre à ses bourreaux, et dit à Tetlepanquetzal qui poussait des gémissements une phrase qui resterait célèbre : « Et moi, suis-je dans les délices d'un bain ? » Selon Rousseau cette phrase serait plutôt : « Et moi, suis-je sur des roses ? », et selon Marmontel : « Et moi, suis-je sur un lit de roses ? ».
Les sévices qu'il avait subis le laissèrent infirme. Lorsque Cortés entreprit une expédition au Honduras en 1524, il emmena avec lui Cuauhtémoc et plusieurs autres seigneurs aztèques, de manière à prévenir une révolte en son absence. Au cours du voyage, il fut accusé par Cortés de tramer un complot pour tuer les Espagnols. Cortés évoque l'épisode dans sa cinquième lettre à Charles Quint : un Amérindien l'ayant averti du complot, il fit arrêter et interroger tous les seigneurs aztèques, qui avouèrent que « Guatimozin (c'est-à-dire Cuauhtémoc) et Tetepanquezal avaient organisé la conspiration ; qu'ils avaient reçu la confidence mais qu'ils n'avaient jamais consenti à en faire partie ».
L'ancien tlatoani fut pendu le 28 février 1525 à l’aube, à l’âge de 29 ans, laissant un fils nommé Diego Mendoza de Austria Moctezuma. La dynastie fondée en 1376 par Acamapichtli s’éteignait, et avec elle l’Empire aztèque.

## Affaire de la dépouille supposée de Cuauhtémoc
En 1949, l'archéologue Eulalia Guzmán, induite en erreur par des témoignages d'habitants d'Ixcateopan, dans l'État de Guerrero (à environ 45 km à l'ouest de Taxco, au Mexique), a exhumé dans cette ville, sous l'autel de l'église, des restes humains réputés être ceux de Cuauhtémoc. Cette « découverte » a fait l'objet d'une controverse passionnée pendant près de trente ans. Au terme de plusieurs études scientifiques, il a été montré que les ossements n'étaient pas ceux du dernier empereur aztèque. Ils sont néanmoins toujours visibles dans l'église et la population locale demeure convaincue qu'il s'agit de la tombe de Cuauhtémoc. En 2011, l'historien Paul Gillingham a consacré un ouvrage à cette controverse, qui avait déjà fait couler beaucoup d'encre, Cuauhtémoc's Bones. Forging National Identity in Modern Mexico (Les ossements de Cuauhtémoc. La fabrication de l'identité nationale dans le Mexique moderne).
Une coiffe que l'on supposait avoir appartenu à Cuauhtémoc est exposée au musée du Quai Branly à Paris, mais en 2021 des analyses ont contredit cette hypothèse.

## Cuauhtémoc dans l'art contemporain
Le muraliste David Alfaro Siqueiros a consacré, sur commande du gouvernement, plusieurs œuvres au souverain aztèque. En 1944, il peint Cuauhtémoc contre le Mythe, où Cuauhtémoc affronte un centaure qui symbolise les conquistadors. En 1951, il réalise sur commande du gouvernement un diptyque saisissant : La torture de Cuauhtemoc et La résurrection de Cuauhtémoc, qui orne un des murs du Palacio de Bellas Artes, à Mexico. Sur le premier panneau, Cuauhtémoc et Tetlepanquetzal sont représentés au moment où on leur brûle les pieds. L'attitude stoïque de Cuauhtémoc contraste avec celle de Tetlepanquetzal implorant l'empereur d'indiquer aux Espagnols où de l'or serait caché ou encore de l'autoriser à le révéler lui-même.

## Postérité
- Une station de métro de la ligne 1 du métro de Mexico porte son nom.

- Cuauhtémoc est le prénom non hispanique le plus populaire au Mexique.[réf. nécessaire]

- Un navire école de la Marine mexicaine porte son nom : ARM Cuauhtémoc (BE-01) et sert à la formation des cadets de la Heroica Escuela Naval Militar.

- Cuauhtémoc est l'un des personnages de l'opéra en un acte Guatemotzin, œuvre de Aniceto Ortega de Villar (es).

- L'une des grandes brasseries mexicaines située à Monterrey, État de Nuevo León, porte le nom de Cervecería Cuauhtémoc Moctezuma.

- Cuauhtémoc est le narrateur durant la campagne des Aztèques dans le jeu Age of Empires II: The Conquerors.

## Numismatique
Cuauhtémoc a figuré sur les monnaies de 5 pesos en argent frappées en 1947 et 1948, sur les monnaies en argent de 50 centavos (tostón) frappées de 1950 à 1951, sur des monnaies de 50 centavos de bronze frappées de 1955 à 1959, ainsi que sur les 50 centavos de cupronickel frappés de 1964 à 1983. Il figurait aussi sur les billets de 1 000 pesos émis de 1941 à 1972,.